# Belbek
Belbek (ukrajinsky Бельбек, rusky Бельбек, krymsky Belbek) je řeka na Krymu (Autonomní republika Krym), sporném území považovaném za část Ukrajiny, ale ovládaném od Krymské krize Ruskem. Je 55 km dlouhá. Povodí má rozlohu 505 km².

## Průběh toku
Pramení na severozápadním svahu hlavního hřebenu Krymských hor. Ústí do Černého moře ve vzdálenosti 5 km severně od Sevastopolské zátoky.

## Vodní režim
Je to nejvodnější řeka celého Krymu. Průměrný průtok činí 2,7 m³/s. Od července do září obvykle vysychá.

## Využití
V údolí řeky rostou ovocné sady.